# Der Astronom
Der Astronom ist ein von Jan Vermeer im  Jahre 1668 gemaltes Ölgemälde.
Das kleinformatige Bild zeigt einen Astronomen in seinem Arbeitszimmer und nimmt mit seinem Pendant, dem Gemälde Der Geograph aus dem Frankfurter Städel, eine Sonderstellung in Vermeers Gesamtwerk ein, da von seinen rund 37 erhaltenen Gemälden nur auf diesen beiden die Darstellung eines einzelnen Mannes zu sehen ist.
Das Bild gehört seit 1983 zur Sammlung des Pariser Louvre und ist in der permanenten Ausstellung zu sehen. Seit November 2021 wird es als Leihgabe im Louvre Abu Dhabi ausgestellt.

## Bildbeschreibung
Der Astronom sitzt auf einem Stuhl vor seinem Arbeitstisch und schaut auf einen Himmelsglobus. Es sieht so aus, als wolle er den Globus mit dem Mittelfinger seiner rechten Hand in Rotation versetzen, wobei der Daumen bereit ist, die Drehung zu verlangsamen oder anzuhalten.
Mit der linken Hand stützt er sich auf seinen Arbeitstisch, den schweren Teppich, der ihn bedeckt hat, hat er zurückgeschoben. Auf der Tischplatte liegen ein aufgeschlagenes Buch, ein Notizblatt und – halb unter den Teppich geschoben – ein Astrolabium. Der noch jugendlich wirkende Astronom ähnelt mit seinem markanten Profil, der Haartracht und der Kleidung dem Geographen in dem Bild, das im Städel als Pendant ausgestellt ist. Wie dieser trägt er das dichte braune Haar in der Mitte gescheitelt, es ist straff nach hinten gekämmt und quillt in einem dichten Bausch hinter den Ohren vor bis auf die Brust. Wie der Geograph trägt er einen weiten blauen Mantel, unter dem ein schmaler Streifen des weißen Untergewandes hervorschaut.

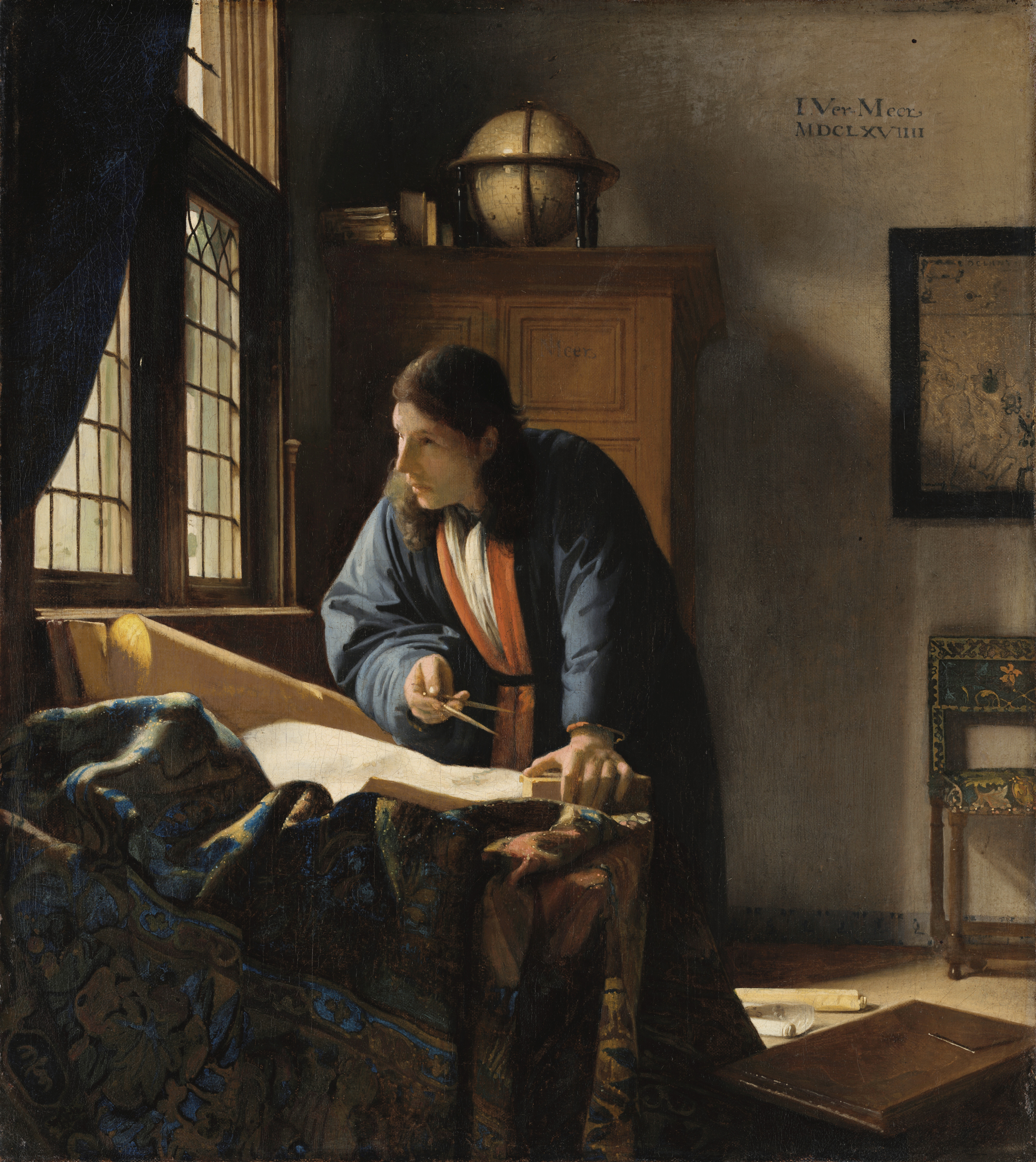
Der Geograph, Städel-Museum, Frankfurt a. M.

Helles Licht fällt aus einem kunstvoll verglasten Sprossenfenster auf den Schreibtisch. Das farbige Medaillon, das in die quadratischen Felder aus Weißglas eingesetzt ist, wird von der Fensterlaibung abgeschnitten. Nur durch einen Flügel fällt Licht, der zweite bleibt durch einen hölzernen Fensterladen verschlossen und auch das Oberlicht des Fensters wird durch einen Vorhang teilweise verdeckt.
Einige der auf Vermeers Bild dargestellten Gegenstände sind von der Kunstwissenschaft identifiziert worden. Auf dem Tisch liegt die Schrift des niederländischen Mathematikers und Astronomen Adriaan Metius, Institutiones Astronomicae Geographicae in der zweiten Ausgabe von 1621. Die aufgeschlagene Seite handelt von der „göttlichen Inspiration“, die neben dem Wissen für die astronomische Forschung notwendig ist.
Der Himmelsglobus stammt aus der Werkstatt des Jodocus Hondius, zu sehen ist der Nordhimmel mit den Sternbildern Großer Bär, Herkules, Drache, Waage und Leier.

## Der Astronom als Sterndeuter

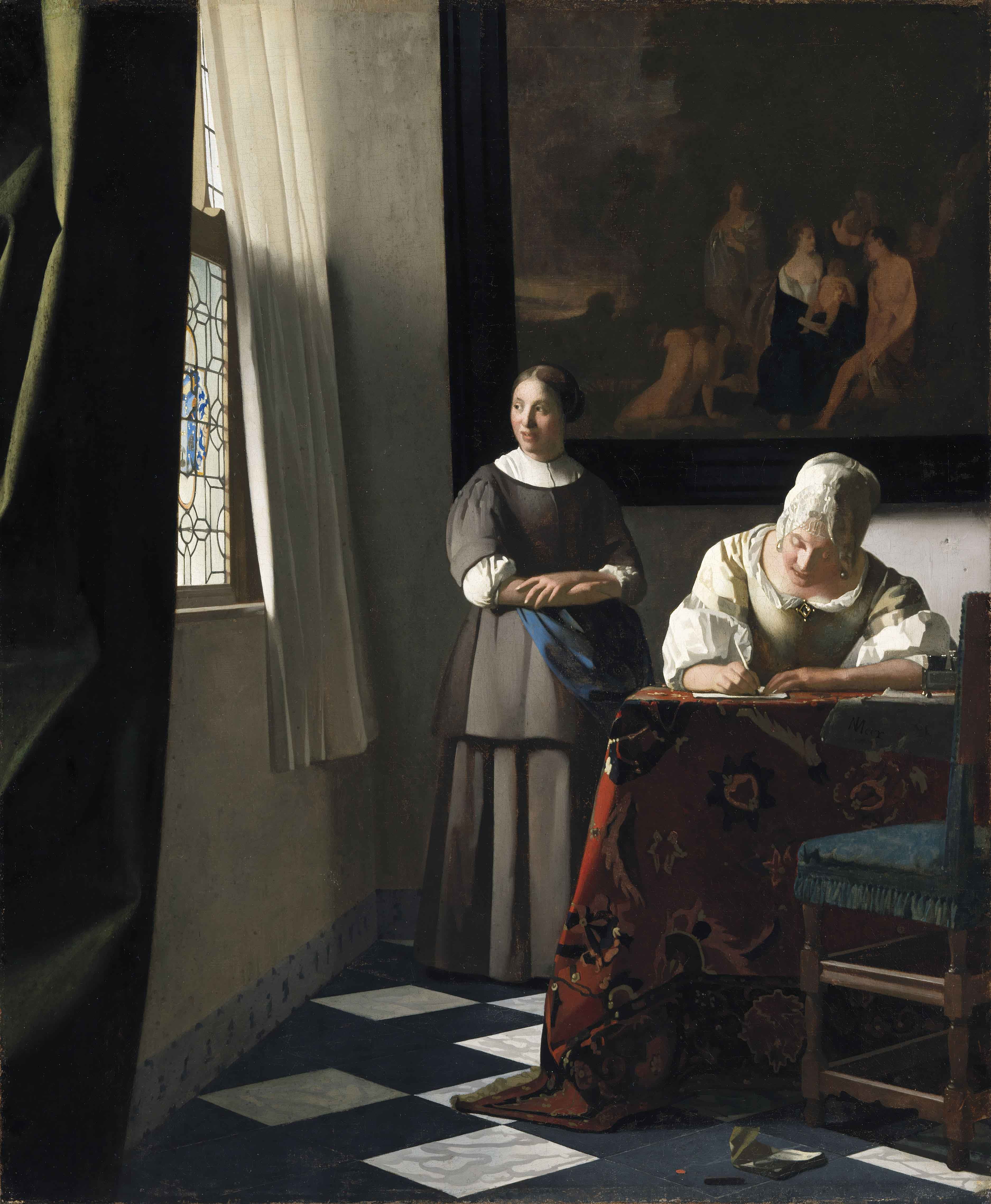
Briefschreiberin und Dienstmagd, National Gallery of Ireland, Dublin

Das Bild an der Wand, Die Auffindung des Moses, ist von Vermeer auch in der Briefschreiberin und Dienstmagd  (um 1670) repräsentiert  worden. Wahrscheinlich gehörte es zum Inventar des Hauses seiner Schwiegermutter, in dem er mit seiner Familie wohnte, und das er häufig auf Bildern dargestellt hat. Bei dem Bild geht es um die Geburt eines Menschen, ebenso wie die Planetenkonstellationen auf der Tafel am Schrank nach dem Verständnis der Astrologie, mit der Geburt eines Menschen zusammenhängen. Seit der Antike bis in die frühe Neuzeit waren Astrologie und Astronomie zwei Aspekte der Sternenkunde, die Trennung der Astronomie als Wissenschaft wurde erst in der Folge vollzogen. Die großen Astronomen des 16. und 17. Jahrhunderts, wie Kopernikus, Tycho Brahe oder  noch Kepler, waren gleichzeitig gefragte Astrologen.
Vermeers Astronom betreibt seine Studien noch in einem geschlossenen Raum, auch das Fenster bleibt geschlossen, Fensterladen und Vorhang verdunkeln den Raum. Ein Teleskop, wie es Vermeers Zeitgenossen Isaac Newton oder Christiaan Huygens benutzten, ist nicht zu sehen.

## Datierung
Das Bild gehört zu den wenigen eigenhändig datierten und signierten Bildern Vermeers. Signiert ist es in der Türfüllung des Schrankes mit Meer und den römischen Ziffern MDCLXVIII (1668). Ein kleiner dunkler Strich bei der römischen Fünf führte zur Annahme, es könnte sich um eine römische Zehn handeln, so dass es 1673 ergab und somit möglicherweise gegen ein Pendant gesprochen hätte, da der Geograph auf 1669 datiert ist. Die mikroskopische Untersuchung dieser Datierung klärte aber, dass der besagte Strich unter der Fünf liegt und somit nicht ein Teil dieser Zahl ist.

## Provenienz
Der Astronom gehörte zur Sammlung von Édouard Alphonse James de Rothschild, der es 1905 von seinem Vater Alphonse de Rothschild erbte, in dessen Besitz wiederum das Gemälde sich – laut einem Katalog von Henry Havard – mindestens seit 1888 befand. 1940 wurde das Gemälde nach dem Einmarsch der Nationalsozialisten in Frankreich vom Einsatzstab Reichsleiter Rosenberg beschlagnahmt. Nach dem Ende des Zweiten Weltkriegs wurde das Gemälde den Rothschilds zurückgegeben. 1983 wurde es dem Louvre geschenkt.

## Fragen der Vermeerforschung

### Antoni van Leeuwenhoek oder Idealtypus eines Gelehrten

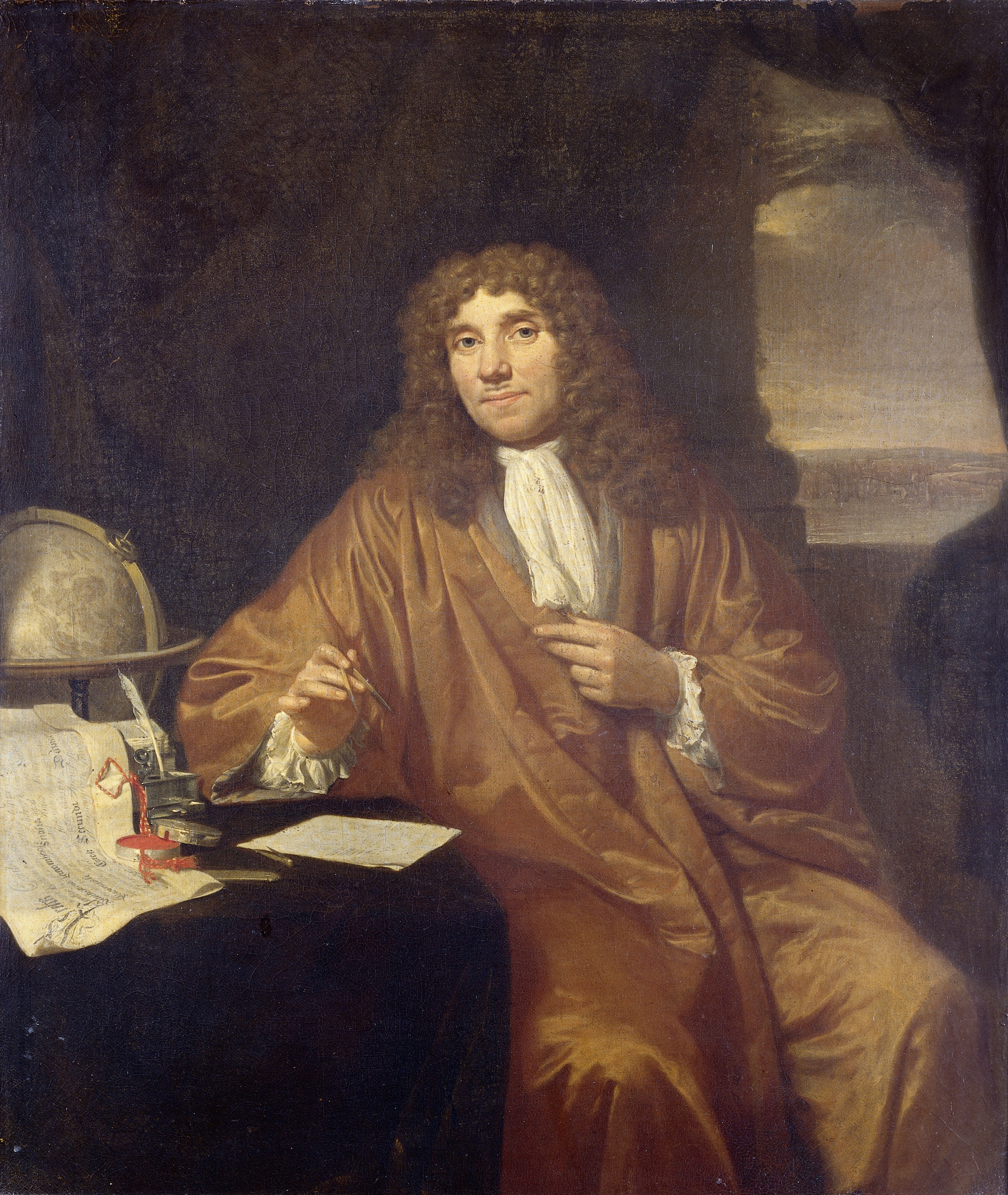
Jan Verkolje: Antoni van Leeuwenhoek, Rijksmuseum Amsterdam

Da der Astronom und der Geograph die einzigen Gemälde Vermeers sind, die eine Art Portraitcharakter haben, ist es möglich, dass Antoni van Leeuwenhoek als Modell für die Gelehrtenbilder gedient hat. Vermeer und van Leeuwenhoek müssen einander gekannt haben, dafür spricht die Tatsache, dass beide Männer gleich alt waren und beide Familien im Textilhandel tätig waren. Das Porträt von Jan Verkolije von 1687 zeigt van Leeuwenhoek im Alter von 54 Jahren. Als Vermeer den Astronomen bzw. den Geographen gemalt hat, war van Leewnhoek 30 Jahre alt, was dem Alter des Astronomen und des Geographen entspräche. Arthur Wheelock vertritt die These, dass van Leeuwenhoek der Mann ist, der beim Astronomen und beim Geographen dargestellt ist. Er sieht Übereinstimmungen bei den langen Haaren, die bei Antoni van Leeuwenhoek allerdings wie bei einer Perücke gelockt sind, sowie bei der breiten Stirn und der großen, eckigen Nase und dem langen Gewand mit Schalkragen, das allerdings bei Gelehrten damals üblich war.
Es könnte sich aber auch um die Darstellung eines Idealtypus eines Gelehrten handeln. Dies war seit Rembrandt van Rijn und seiner Schule ein beliebtes Motiv bei den holländischen Malern dieser Zeit. Dieser Bildtypus wäre somit keine Erfindung Vermeers und auch für die gelehrten Berufe, Geograph und Astronom, gab es Vorbilder. Eines der bekanntesten frühen Beispiele des 17. Jahrhunderts in Holland ist Thomas de Keysers „Bildnis von Constantijn Huygens mit seinem Sekretär“ von 1627. Es zeigt den einflussreichen, hochgebildeten Staatsmann und Dichter mit den klassischen Attributen eines Gelehrten: Globen, Bücher und Pergamentrollen.
Da eine große Ähnlichkeit zwischen Antoni van Leeuwenhoek und Vermeers Gelehrtenbildern besteht, wie Arthur Wheelock festgestellt hat, sowie die Annahme, dass sich beide Männer gekannt haben müssen, da van Leeuwenhoek nach dem Ableben Vermeers sogar als dessen Nachlassverwalter eingesetzt wurde, macht es glaubhaft, dass es sich bei beiden Bildern um das Porträt des Naturwissenschaftlers van Leeuwenhoek handelt. In dem Porträt von Jan Verkolje sieht man einen weiteren Beweis, dass Antoni van Leewenhoek das Interesse bei den Malern der Zeit erweckt haben muss. Es besteht auch die Möglichkeit, dass van Leeuwenhoek Auftraggeber der Gelehrtenbilder war.

### Astronom und Geograph – Einzeldarstellungen oder Pendant
Beide Bilder haben einen fast identischen Bildaufbau: Die Protagonisten blicken nach links, die Lichtführung ist gleich, Räume und Einrichtung ähneln sich: Der gleiche Schrank, ein Tisch, ein Stuhl, ein Teppich, Bilder an der Wand, ein Erd- und ein Himmelsglobus. Allerdings gibt es feine Unterschiede in der Perspektive und im Grad der Untersicht. Die Bilder sind nicht spiegelbildlich komponiert, wie es häufig bei Pendants der Fall ist, aber anderseits sind, bis auf eine Ausnahme, keine nach rechts orientierten Interieurs Vermeers bekannt. Die Argumente, die für ein Pendant sprechen, sind vor allem inhaltlicher Art. Das Thema, zwei Naturwissenschaftler bei der Arbeit, hat eine deutliche Intention, denn Astronomie und Geographie sind entscheidende Orientierungswissenschaften für ein Volk wie die Niederländer, das zur See fährt, Handel treibt und neue Gebiete erschließen und in Besitz nehmen will.
Inhalt und die gleiche Datierung der Gelehrtenbilder sprechen stark für ein Pendant, wohingegen die Tatsache, dass die beiden Leinwände nicht vom gleichen Ballen stammen, als Argument für Einzeldarstellungen angeführt werden kann.